# Vicki Lawrence
Pour les articles homonymes, voir Lawrence et Axelrad.
Vicki Lawrence est une actrice américaine née le 26 mars 1949 à Inglewood, Californie (États-Unis).

## Filmographie
- 1970 : The Carol Burnett Show in London : Various Characters
- 1976 : Having Babies : Grace Fontreil
- 1979 : Carol Burnett & Company (série) : Various
- 1980 : Katmandu
- 1981 : Mean Jeans (série télévisée)
- 1982 : Eunice : Thelma 'Mama' Harper
- 1991 : The Carol Burnett Show (série) : Skit characters
- 1994 : Hart to Hart: Old Friends Never Die : Nora Kingsley
- 1996 : Fox After Breakfast (série) : Host
- 1998 : Nunsense Jamboree
- 2004 : Hermie & Friends : Flo the Lyin' Fly
- 2006 : Hannah Montana

### Doublage
- 2004 : Hermie & Friends: Flo the Lyin' Fly (vidéo) : Flo the Fly (voix)
- 2004 : Hermie & Friends: Webster the Scaredy Spider (vidéo) : Flo (voix)

### Cinéma
- 1998 : Elvis Is Alive! I Swear I Saw Him Eating Ding Dongs Outside the Piggly Wiggly's